# Avalanche de Rigopiano
L'avalanche de Rigopiano se produit dans la soirée du 18 janvier 2017 en Italie dans le massif montagneux du Gran Sasso (Abruzzes, province de Pescara) et elle atteint le hameau de Rigopiano de la commune de Farindola. L'avalanche détruit en grande partie l’hôtel quatre-étoiles Rigopiano - Gran Sasso Resort, tuant vingt-neuf personnes avec onze personnes secourues survivantes.
C'est l'avalanche la plus meurtrière en Italie depuis celles du Vendredi Blanc de 1916 et en Europe depuis 1999.

## Déclenchement, dynamique
Depuis le début de janvier 2017, l'Italie a été touchée par une vague de froid qui a engendré de nombreuses et fortes chutes de neige en particulier dans cette région des Apennins centraux : la hauteur du manteau neigeux atteint alors un mètre et demi. L'accès routier à de nombreux villages du secteur est ainsi coupé et la fourniture d'électricité est également parfois interrompue.
Le 18 janvier, vers 10 h 25, une réplique du tremblement de terre d'Amatrice, de magnitude 5.1, affecte l'Italie centrale. La neige continue de tomber abondamment. L'avalanche se déclenche un peu avant 17 h depuis un versant exposé à l'est et culminant vers 1 900 m sous la ligne de crête du mont Siella (2 027 m) puis se propage dans un ravin partiellement couvert par une jeune forêt. Placé en rive gauche à la sortie de ce talweg, vers l'altitude 1 200 m, l'hôtel Rigopiano est submergé par l'avalanche très puissante contenant de nombreux arbres et à une vitesse voisine de 100 km/h. Les murs des étages sont déplacés d'une dizaine de mètres en aval de leur position d'origine. L'avalanche continue plus en aval sur les routes du secteur. La neige écoulée se dépose sur une surface longue d'environ 800 mètres et large d'une centaine de mètres et sur une épaisseur moyenne de 4 mètres.
La liaison du déclenchement de l'avalanche avec les secousses sismiques est discutée,.
L'hôtel était une extension d'un ancien refuge géré par le Club alpin italien (CAI).

## Secours
Deux personnes survivent car elles étaient à l'extérieur et à l'écart de l'hôtel lorsque l'avalanche a frappé. L'une d'entre elles donne l'alerte vers 17 h 40. Dans un premier temps cette alerte n'est pas considérée comme crédible par la préfecture de Pescara. Principalement parce qu'un contact avait été établi peu auparavant avec le directeur de l’hôtel qui réclamait une intervention rapide pour dégager la route car les clients de l'hôtel voulaient s'enfuir par peur des séismes,.
Une première équipe de sauveteurs arrive en ski au milieu de la nuit et des bourrasques de neige. Ils retrouvent et sauvent les 2 premiers survivants qui n'ont que des blessures mineures, liées à l'hypothermie. La destruction de l'hôtel est décrite comme apocalyptique. La colonne motorisée de véhicules de secours ne peut pas arriver à l'hôtel que le 19 vers midi. Jusqu'à 200 secouristes (secours alpin, pompiers, militaires) sont ensuite sur place. 23 autres personnes sont alors portées disparues,,.
Le 20 janvier huit personnes dont quatre enfants sont survivantes. Le 26 janvier les deux derniers corps recherchés sont trouvés et les recherches s'arrêtent.

## Responsabilités, justice
Le procureur de Pescara a rapidement ouvert une enquête pour homicide involontaire multiple et négligence ayant causé un désastre à grande échelle afin de déterminer d'une part si le retard des secours et le manque de moyens techniques pour dégager la route qui mène à l’hôtel ont provoqué la mort de certains blessés, d'autre part si cet hôtel aurait dû être évacué par les autorités communales et provinciales avant l’arrivée des fortes précipitations neigeuses annoncées sur la région et enfin si la prise en compte des risques naturels a été effective dans les procédures d'autorisation de construire du bâtiment dans un tel site.
Après autopsies, aucune des victimes n'est morte seulement d'hypothermie,.
Au moment de la restructuration du bâtiment en 2007, avec l'introduction d'un club de santé, l'hôtel avait été au centre d'une enquête pour abus de permis de construire. Les suspects ont ensuite été tous acquittés en 2016.
Fin janvier, le maire de la commune de Farindola, Ilario Lacchetta, a annoncé qu'il avait l'intention de déposer une plainte contre le magazine satirique Charlie Hebdo pour avoir publié une caricature raillant les victimes de la catastrophe qui, selon lui, « va au-delà du mauvais goût ».